# The Sylvesters
The Sylvesters var en tillfälligt bildad svensk grupp bestående av flera artister från dåtidens elit inom svensk populärmusik: systrarna Lili och Susie Päivärinta i Lili & Susie, Jean-Paul Wall, Suzzie Tapper och Lasse Karlsson från Suzzies orkester, Björn Ström och Thomas Axelsson från Fingerprints, Lasse Tennander, Pernilla Wahlgren, Jerry Williams, Ankie Bagger, Peter Jezewski, Ingemar Wallén och Mats Lagerwall i The Boppers samt de sju tjejerna i gruppen Troll.
Producent var Ola Håkansson.

## Diskografi
- Happy, Happy Year For Us All / Instrumental (1990) [1]

### Fotnoter
1. ↑  ”Svensk mediedatabas”. http://smdb.kb.se/catalog/id/001474832. Läst 9 juli 2011.